# Martin Sauer
Martin Sauer (Wriezen, 17 de dezembro de 1982) é um remador e timoneiro alemão, campeão olímpico.

## Carreira
Sauer competiu nos Jogos Olímpicos de 2012 e 2016. Em sua primeira aparição, em Londres, conquistou a medalha de ouro com a equipe da Alemanha no oito com. Quatro anos depois, no Rio de Janeiro, disputou a mesma prova e obteve a medalha de prata.